# Haplochromis
Haplochromis es el género más numeroso de peces de la familia Cichlidae con más de 213 especies, la mayoría endémicas del lago Victoria en el este de África.
La introducción de la perca del Nilo en el lago Victoria en 1954 ha llevado a la extinción de aproximadamente 200 especies de Haplochromis, y algunas otras han sido clasificadas como críticamente amenazadas. Algunas especies, incluyendo especies del género Haplochromis del lago Tanganyika y el lago Malawi, han sido movidas de Haplochromis a otros géneros de cíclidos, incluyendo Astatotilapia, Pseudocrenilabrus y Pundamilia.

## Especies descritas
Para el 2016 ya había descritas unas 229 especies Haplochromis.
- Haplochromis acidensGreenwood, 1967
- Haplochromis adolphifrederici(Boulenger, 1914)
- Haplochromis aelocephalusGreenwood, 1959
- Haplochromis aeneocolorGreenwood, 1973
- Haplochromis akikaLippitsch, 2003
- Haplochromis albertianusRegan, 1929
- Haplochromis altigenis Regan, 1922
- Haplochromis ampullarostratus Schraml, 2004
- Haplochromis angustifrons Boulenger, 1914
- Haplochromis annectidens Trewavas, 1933
- Haplochromis antleter Mietes & Witte, 2010
- Haplochromis apogonoides Greenwood, 1967
- Haplochromis arcanus Greenwood & Gee, 1969
- Haplochromis argens de Zeeuw, Westbroek & Witte, 2013
- Haplochromis argenteus Regan, 1922
- Haplochromis artaxerxes Greenwood, 1962
- Haplochromis astatodon Regan, 1921
- Haplochromis avium Regan, 1929
- Haplochromis azureus (Seehausen & Lippitsch, 1998)
- Haplochromis barbarae Greenwood, 1967
- Haplochromis bareli van Oijen, 1991
- Haplochromis bartoni Greenwood, 1962
- Haplochromis bayoni (Boulenger, 1909)
- Haplochromis beadlei Trewavas, 1933
- Haplochromis bicolor Boulenger, 1906
- Haplochromis boops Greenwood, 1967
- Haplochromis brownae Greenwood, 1962
- Haplochromis bullatus Trewavas, 1938
- Haplochromis bwathondii Niemantsverdriet & Witte, 2010
- Haplochromis cassius Greenwood & Barel, 1978
- Haplochromis cavifrons (Hilgendorf, 1888)
- Haplochromis chilotes (Boulenger, 1911)
- Haplochromis chlorochrous Greenwood & Gee, 1969
- Haplochromis chromogynos Greenwood, 1959
- Haplochromis chrysogynaion van Oijen, 1991
- Haplochromis cinctus Greenwood & Gee, 1969
- Haplochromis cinereus (Boulenger, 1906)
- Haplochromis cnester Witte & Witte-Maas, 1981
- Haplochromis commutabilis Schraml, 2004
- Haplochromis coprologus Niemantsverdriet & Witte, 2010
- Haplochromis crassilabris Boulenger, 1906
- Haplochromis crebridens Snoeks, de Vos, Coenen & Thys van den Audenaerde, 1990
- Haplochromis crocopeplus Greenwood & Barel, 1978
- Haplochromis cronus Greenwood, 1959
- Haplochromis cryptodon Greenwood, 1959
- Haplochromis cryptogramma Greenwood & Gee, 1969
- Haplochromis cyaneus Seehausen, Bouton & Zwennes, 1998
- Haplochromis decticostomaGreenwood & Gee, 1969
- Haplochromis degeni(Boulenger, 1906)
- Haplochromis dentexRegan, 1922
- Haplochromis dichrourusRegan, 1922
- Haplochromis diplotaeniaRegan & Trewavas, 1928
- Haplochromis dolichorhynchusGreenwood & Gee, 1969
- Haplochromis dolorosusTrewavas, 1933
- Haplochromis eduardianus(Boulenger, 1914)
- Haplochromis eduardiiRegan, 1921
- Haplochromis elegansTrewavas, 1933
- Haplochromis empodismaGreenwood, 1960
- Haplochromis engystomaTrewavas, 1933
- Haplochromis erythrocephalus Greenwood & Gee, 1969
- Haplochromis erythromaculatus De Vos, Snoeks & Thys van den Audenaerde, 1991
- Haplochromis estorRegan, 1929
- Haplochromis eutaeniaRegan & Trewavas, 1928
- Haplochromis exspectatus Schraml, 2004
- Haplochromis fischeri Seegers, 2008
- Haplochromis flavipinnis (Boulenger, 1906)
- Haplochromis flavus Seehausen, Zwennes & Lippitsch, 1998
- Haplochromis fuelleborni (Hilgendorf & Pappenheim, 1903)
- Haplochromis fuscus Regan, 1925
- Haplochromis fusiformis Greenwood & Gee, 1969
- Haplochromis gigas (Seehausen & Lippitsch, 1998)
- Haplochromis gigliolii (Pfeffer, 1896)
- Haplochromis gilberti Greenwood & Gee, 1969
- Haplochromis goldschmidti Witte, Westbroek & de Zeeuw, 2013
- Haplochromis gowersii Trewavas, 1928
- Haplochromis gracilior Boulenger, 1914
- Haplochromis granti Boulenger, 1906
- Haplochromis graueri Boulenger, 1914
- Haplochromis greenwoodi (Seehausen & Bouton, 1998)
- Haplochromis guiarti (Pellegrin, 1904)
- Haplochromis harpakteridion van Oijen, 1991
- Haplochromis heusinkveldi Witte & Witte-Maas, 1987
- Haplochromis hiatus Hoogerhoud & Witte, 1981
- Haplochromis howesi van Oijen, 1992
- Haplochromis humilior(Boulenger, 1911)
- Haplochromis humilis(Steindachner, 1866)
- Haplochromis igneopinnis (Seehausen & Lippitsch, 1998)
- Haplochromis insidiae Snoeks, 1994
- Haplochromis iris Hoogerhoud & Witte, 1981
- Haplochromis ishmaeli Boulenger, 1906
- Haplochromis kamiranzovu Snoeks, Coenen & Thys van den Audenaerde, 1984
- Haplochromis katavi Seegers, 1996
- Haplochromis katonga Schraml & Tichy, 2010
- Haplochromis katunzii ter Huurne & Witte, 2010
- Haplochromis kujunjui van Oijen, 1991
- Haplochromis labiatus Trewavas, 1933
- Haplochromis labriformis (Nichols & La Monte, 1938)
- Haplochromis lacrimosus (Boulenger, 1906)
- Haplochromis laparogramma Greenwood & Gee, 1969
- Haplochromis latifasciatus Regan, 1929
- Haplochromis limax Trewavas, 1933
- Haplochromis lividus Greenwood, 1956
- Haplochromis loati Greenwood, 1971
- Haplochromis longirostris (Hilgendorf, 1888)
- Haplochromis luteus (Seehausen & Bouton, 1998)
- Haplochromis macconneli Greenwood, 1974
- Haplochromis macrocephalus (Seehausen & Bouton, 1998)
- Haplochromis macrognathus Regan, 1922
- Haplochromis macrops (Boulenger, 1911)
- Haplochromis macropsoides Greenwood, 1973
- Haplochromis maculipinna (Pellegrin, 1913)
- Haplochromis mahagiensis David & Poll, 1937
- Haplochromis maisomei van Oijen, 1991
- Haplochromis malacophagus Poll & Damas, 1939
- Haplochromis mandibularis Greenwood, 1962
- Haplochromis martini (Boulenger, 1906)
- Haplochromis maxillaris Trewavas, 1928
- Haplochromis mbipi (Lippitsch & Bouton, 1998)
- Haplochromis megalops Greenwood & Gee, 1969
- Haplochromis melanopterus Trewavas, 1928
- Haplochromis melanopus Regan, 1922
- Haplochromis melichrous Greenwood & Gee, 1969
- Haplochromis mentatus Regan, 1925
- Haplochromis mento Regan, 1922
- Haplochromis michaeli Trewavas, 1928
- Haplochromis microchrysomelas Snoeks, 1994
- Haplochromis microdon (Boulenger, 1906)
- Haplochromis multiocellatus (Boulenger, 1913)
- Haplochromis mylergates Greenwood & Barel, 1978
- Haplochromis mylodon Greenwood, 1973
- Haplochromis nanoserranus Greenwood & Barel, 1978
- Haplochromis nigrescens (Pellegrin, 1909)
- Haplochromis nigricans (Boulenger, 1906)
- Haplochromis nigripinnis Regan, 1921
- Haplochromis nigroides (Pellegrin, 1928)
- Haplochromis niloticus Greenwood, 1960
- Haplochromis nubilus (Boulenger, 1906)
- Haplochromis nuchisquamulatus (Hilgendorf, 1888)
- Haplochromis nyanzae Greenwood, 1962
- Haplochromis nyererei Witte-Maas & Witte, 1985
- Haplochromis obesus(Boulenger, 1906)
- Haplochromis obliquidens(Hilgendorf, 1888)
- Haplochromis obtusidensTrewavas, 1928
- Haplochromis occultidensSnoeks, 1988
- Haplochromis oligolepisLippitsch, 2003
- Haplochromis olivaceusSnoeks, de Vos, Coenen & Thys van den Audenaerde, 1990
- Haplochromis omnicaeruleus(Seehausen & Bouton, 1998)
- Haplochromis oregosomaGreenwood, 1973
- Haplochromis orthostomaRegan, 1922
- Haplochromis pachycephalusGreenwood, 1967
- Haplochromis pallidus(Boulenger, 1911)
- Haplochromis paludinosus(Greenwood, 1980)
- Haplochromis pancitrinusMietes & Witte, 2010
- Haplochromis pappenheimi(Boulenger, 1914)
- Haplochromis paradoxus(Lippitsch & Kaufman, 2003)
- Haplochromis paraguiartiGreenwood, 1967
- Haplochromis paraplagiostomaGreenwood & Gee, 1969
- Haplochromis paropiusGreenwood & Gee, 1969
- Haplochromis parorthostomaGreenwood, 1967
- Haplochromis parvidens(Boulenger, 1911)
- Haplochromis paucidensRegan, 1921
- Haplochromis pellegriniRegan, 1922
- Haplochromis percoidesBoulenger, 1906
- Haplochromis perrieri(Pellegrin, 1909)
- Haplochromis petronius Greenwood, 1973
- Haplochromis pharyngalis Poll & Damas, 1939
- Haplochromis pharyngomylus Regan, 1929
- Haplochromis phytophagus Greenwood, 1966
- Haplochromis piceatus Greenwood & Gee, 1969
- Haplochromis pitmani Fowler, 1936
- Haplochromis placodus Poll & Damas, 1939
- Haplochromis plagiodon Regan & Trewavas, 1928
- Haplochromis plagiostoma Regan, 1922
- Haplochromis plutonius Greenwood & Barel, 1978
- Haplochromis prodromus Trewavas, 1935
- Haplochromis prognathus (Pellegrin, 1904)
- Haplochromis pseudopellegriniGreenwood, 1967
- Haplochromis ptistesGreenwood & Barel, 1978
- Haplochromis pundamilia (Seehausen & Bouton, 1998)
- Haplochromis pyrrhocephalus Witte & Witte-Maas, 1987
- Haplochromis pyrrhopteryx van Oijen, 1991
- Haplochromis retrodens (Hilgendorf, 1888)
- Haplochromis riponianus (Boulenger, 1911)
- Haplochromis rubescens Snoeks, 1994
- Haplochromis rubripinnis (Seehausen, Lippitsch & Bouton, 1998)
- Haplochromis rudolfianus Trewavas, 1933
- Haplochromis rufocaudalis (Seehausen & Bouton, 1998)
- Haplochromis rufus (Seehausen & Lippitsch, 1998)
- Haplochromis sauvagei (Pfeffer, 1896)
- Haplochromis saxicola Greenwood, 1960
- Haplochromis scheffersi Snoeks, De Vos & Thys van den Audenaerde, 1987
- Haplochromis schubotzi Boulenger, 1914
- Haplochromis schubotziellus Greenwood, 1973
- Haplochromis serranus (Pfeffer, 1896)
- Haplochromis serridens Regan, 1925
- Haplochromis simotes (Boulenger, 1911)
- Haplochromis simpsoni Greenwood, 1965
- Haplochromis smithii (Castelnau, 1861)
- Haplochromis snoeksi Wamuini Lunkayilakio & Vreven, 2010
- Haplochromis spekii (Boulenger, 1906)
- Haplochromis sphex ter Huurne & Witte, 2010
- Haplochromis squamipinnis Regan, 1921
- Haplochromis squamulatus Regan, 1922
- Haplochromis sulphureus Greenwood & Barel, 1978
- Haplochromis tanaos van Oijen & Witte, 1996
- Haplochromis taurinus Trewavas, 1933
- Haplochromis teegelaari Greenwood & Barel, 1978
- Haplochromis teunisrasi Witte & Witte-Maas, 1981
- Haplochromis theliodon Greenwood, 1960
- Haplochromis thereuterion van Oijen & Witte, 1996
- Haplochromis thuragnathus Greenwood, 1967
- Haplochromis tridens Regan & Trewavas, 1928
- Haplochromis turkanae Greenwood, 1974
- Haplochromis tyrianthinus Greenwood & Gee, 1969
- Haplochromis ushindi Van Oijen, 2004
- Haplochromis vanheusdeni Schedel, Friel & Schliewen, 2014
- Haplochromis vanoijeni de Zeeuw & Witte, 2010
- Haplochromis velifer Trewavas, 1933
- Haplochromis venator Greenwood, 1965
- Haplochromis vicarius Trewavas, 1933
- Haplochromis victoriae (Greenwood, 1956)
- Haplochromis victorianus (Pellegrin, 1904)
- Haplochromis vittatus (Boulenger, 1901)
- Haplochromis vonlinnei van Oijen & de Zeeuw, 2008
- Haplochromis welcommei Greenwood, 1966
- Haplochromis worthingtoni Regan, 1929
- Haplochromis xanthopteryx (Seehausen & Bouton, 1998)
- Haplochromis xenognathusGreenwood, 1957
- Haplochromis xenostomaRegan, 1922

## Otras especies
- Haplochromis sp. nov. 'backflash cryptodon'
- Haplochromis sp. nov. 'black cryptodon'
- Haplochromis sp. nov. 'Kyoga flameback'
- Haplochromis sp. nov. 'long snout'
- Haplochromis sp. nov. 'parvidens-like'
- Haplochromis sp. nov. 'Rusinga oral sheller'
- Haplochromis sp. nov. 'rainbow sheller'
- Haplochromis sp. nov. 'small obesoid'